# پل ورزنه (اصفهان)
پل تاریخی ورزنه (پل تاریخی استاد سیف) اصفهان مربوط به دوره صفویه است و در استان اصفهان، شهر ورزنه و بر بستر رودخانه زاینده‌رود واقع شده و این اثر در تاریخ ۷ مهر ۱۳۵۷ با شمارهٔ ثبت ۱۴۳۴ به‌عنوان یکی از آثار ملی ایران به ثبت رسیده‌است.